# West Side Story (musical)
A West Side Story egy musical Arthur Laurents könyve alapján. A zenéjét Leonard Bernstein szerezte, a szövegét pedig Stephen Sondheim írta. A musical William Shakespeare Rómeó és Júlia című művén alapszik.
A történet az Upper West Sideon játszódik New York Cityben az 1950-es években. A musical a Jetsek és a Sharkok közti rivalizálást helyezi középpontba, két utcai tinibandát, különböző etnikai háttérrel.
A Sharkok Puerto Ricó-iak, míg a Jetsek fehér bőrű amerikaiak. A fiatal főszereplő, Tony, az egykori Jets tagja s egyben a bandavezér legjobb barátja, beleszeret Mariába, Bernardo (a Sharkok vezérének) lánytestvérébe. A sötét téma, a kifinomult zenék, a táncos jelenet és a szociális problémákra irányuló fókusz lehetővé tette azt, hogy ez a musical egy fordulópont legyen az amerikai musicaltörténelemben. A következő híres dalok hangzanak el ebben a musicalben: Jet Song, Something’s Coming, Maria, Tonight, America, Cool, One Hand One Heart, I Feel Pretty, Somewhere, Gee Officer Krupke és az A Boy Like That.
Az eredeti 1957-es Broadway produkciót Jerome Robbins rendezte és koreografálta, a producere pedig Robert E. Griffith és Harold Prince volt. 732 előadást élt meg a produkció, mielőtt turnéra vitték volna. A musicalt 6 Tony-díjra jelölték 1957-ben, beleértve a Legjobb musical kategóriát is. Robbins nyerte a legjobb koreográfus díjat. A show-nak ennél jóval hosszabb élete volt Londonban, sok felújított változattal és nemzetközi produkciókkal. 1961-ben jelent meg a filmadaptáció, amelyet Robert Wise és Robbins rendezett. Olyan neves színészek játszanak benne, mint Natalie Wood, Richard Beymer, Rita Moreno, George Charikis és Russ Tamblyn. A filmet 11 Oscar-díjra jelölték, amiből 10-et meg is kapott.

## Keletkezés
1947-ben, Jerome Robbins megkereste Leonard Bernsteint és Arthur Laurentst, hogy mit gondolnának egy esetleges kollaborációról, aminek a témája a Rómeó és Júlia történet lenne. Azt javasolta, hogy a cselekmény középpontjában ír katolikus család és zsidó család konfliktusa legyen. Leonard azonnal beleegyezett. Bernstein operai formába akarta ezt önteni, míg Robbins és Laurents ragaszkodott az eredeti musical ötlethez. Úgy jellemezték ezt a produkciót, hogy “szöveges színház”, és Laurents megírta az első változatot East Side Story címmel. Miután befejezte, csak azután jött rá a csapat, hogy már írtak ehhez hasonlót. Úgy döntöttek, hogy szüneteltetik a munkát majdnem 5 évig és mindenki megy a maga útján.
1955-ben Martin Gabel (színházi producer), aki James M. Cain Szerenád című könyvében színpadi adaptációján dolgozott (amiben egy operaénekes rájön, hogy homoszexuális), felkérte Laurentset, hogy írja meg. Laurents elfogadta az ajánlatot és javasolta neki, hogy csatlakozzon a korábbi csapatukhoz. Robbins úgy érezte, hogyha egyesítik erejüket, akkor visszakell térniük az East Side Storyhoz, Bernstein egyetértett. Laurents, elkötelezett volt Gabel iránt, aki bemutatta nekik Stephen Sondheim zeneszerzőt, dalszövegírót. Laurents szerette a Sondheim dalszövegeit, azonban a zenéje nem volt annyira lenyűgöző számára. 
Laurentst hamarosan felkérték, hogy írja meg a forgatókönyvét egy 1934-es Greta Garbo film átdolgozásának. Amíg Hollywoodban volt, felkereste Bernsteint, aki szintén a városban volt egy karmesteri fellépés miatt. Találkoztak a Beverly Hills Hotelben, és elkezdtek beszélgetni a fiatal bűnöző bandákról, amik az aznap reggeli újság címoldalán virítottak. Bernstein azt javasolta, hogy dolgozzák újra az East Side Storyt és a helyszínt tegyék Los Angelessé, de Laurents úgy érezte, hogy ő sokkal közelebb érzi magához a Puerto Ricó-iakat Amerikában. Felkeresték Robbinst, akit elbűvölt az ötlet, hogy egy musicalt csináljanak latin ritmussal.

## Kollaboráció és fejlődés
New York városában Laurents az olasz író, Ugo Betti új darabjának megnyitó estjére ment, ahol találkozott Sondheimmel, aki tudatta vele, hogy a korábbi East Side Story West Side Story címmel tér vissza. Bernstein és Robbins a dalszövegek megírására Betty Comdent és Adolph Greent kérte fel, azonban a két zeneszerző a Pán Péter című musical munkája mellett döntöttek. Laurents felajánlotta a munkát Sondheim számára. Először új projektje miatt nem kívánta elvállalni, de az amerikai szövegíró és színházi producer, Oscar Hammerstein meggyőzte Sondheimet, hogy ez értékes tapasztalatot nyújthat számára, így a zeneszerző elfogadta a felkérést. Eközben Laurents egy új tervezetet írt, amelyben megváltoztatta a korábbi karakterek származását: Anton, aki eredetileg ír-amerikai volt, lengyel és ír származású lett, zsidó Mária pedig Puerto Ricó-i. A Laurents által írt eredeti könyv szorosan kötődik Rómeó és Julia történetéhez, azonban Rosaline és a halálra ítélt szerelmesek szüleinek karakterei hamar el lettek távolítva. Később Júlia álhalálával és az öngyilkossággal kapcsolatos jelenetek is törlésre kerültek.
A nyelvezet problémát okozott; a négy betűs szitokszavak ebben az időben ismeretlenek voltak a színházakban és a szleng kifejezések használata is elmaradt, attól félve, hogy azok a produkció bemutatása idejére elavultakká válhatnak.
Laurents megtalálta, hogy mi is hangzott valódi utcai beszélgetésnek, melyek valójában nem is voltak azok: például „cut the frabba-jabba”. Sondheim hosszú párbeszédablakokat alakított ki a dalszövegbe, és néha csak egy egyszerű kifejezést alkalmazott, mint az "Olyan fiú, mint az, aki megöli a bátyádat".
Oscar Hammerstein segítségével Laurents meggyőzte Bernsteint és Sondheimt, hogy a "One Hand, One Heart" dalt helyezzék át az esküvői boltban játszódó helyszínre, az erkélyes jelenet helyét a „Tonight” című dalt kapta.
Laurents úgy érezte, hogy a játék tragikus kimenetelének növelése érdekében a feszültséget enyhíteni kell, így Krupke tisztviselő komikus formája került a második felvonásba. Más kérdésekben Laurents alul maradt: úgy érezte, hogy az "America" és az "I Feel Pretty" dalszövegek túlságosan szellemesek a karakterek számára, de azok a közönség kedvencei voltak.
Bernstein egyidejűleg foglalkozott a West Side Story és Candide zenei világával, ami néhány anyagváltáshoz vezetett a két mű között.
Tony és Maria "One Hand, One Heart" duettje eredetileg a Candide-ben szerepelt. A "Gee, Officer Krupke" című zenéjét Candide velencei jelenetéből vette át. Laurents ismertette az alkalmazandó koncepciókat:
>> Ahogy Rómeó és Júlia, úgy Tony és Maria is szerelmükkel elválasztották magukat a többi gyerektől, ezért megpróbáltuk őket még jobban elkülöníteni nyelvükkel, dalaikkal, mozgásukkal. Ahol csak lehetséges, megpróbáltuk megnövelni az érzelmeket vagy a zene, a dal vagy a tánc segítségével ábrázolni és érthetővé tenni a serdülőkort.
A műsor 1956 vége felé majdnem teljes volt, de az alkotók közül majdnem mindenkinek először meg kellett felelnie más produkciókban vállalt kötelezettségeknek. Robbins részt vett a Bells Are Ringing-ben, Bernsteinnek a Candide-ban, és 1957 januárjában Laurents legújabb játékában, a Clearing in the Woods című alkotásban. Amikor 1957 tavaszán egy támogatói meghallgatáson nem sikerült pénzt szerezni a West Side Story számára, két hónappal a show előtt, a gyártó Cheryl Crawford is kihúzta a projektet. Minden más gyártó már elfordult a darabtól, túl sötétnek és depressziósnak tartották. Bernstein kétségbeesett volt, de Sondheim meggyőzte barátját, Hal Prince-t, aki Bostonban volt az új George Abbott féle New Girl in Town musical miatt, hogy olvassa el a forgatókönyvet. Tetszett neki, de úgy döntött, hogy kikéri mentora, Abbott véleményét. Abbott alkalmatlannak találta a darabot. Prince figyelmen kívül hagyta a mentor véleményét és kollégájával Robert Griffith-szel New Yorkba utaztak. Ahogyan Prince felidézi emlékeit: „Sondheim és Bernstein a zongorán játszottak és hamarosan velük együtt énekeltem.”

## Produkció periódus
Prince megszorította a kiadásokat és pénzt gyűjtött. Robbins bejelentette, hogy nem akarja a koreográfiát készíteni a show-ban, de hozzáállása megváltozott, amikor Prince egy nyolc hetes táncpróba időszakot fogad el (a szokásos négy helyett), mivel a West Side Story-nál több tánc volt, mint bármelyik korábbi Broadway show esetében, és jóváhagyta, hogy Robbins felvegye Peter Gennarót asszisztensének . Eredetileg, amikor a szereposztáson gondolkodott, Laurents  James Dean-t tervezte felkérni Tony vezető szerepére, de a színész hamarosan meghalt. Sondheim megtalálta Larry Kertet és Chita Riverát, akik megalkották Tony és Anita szerepét. A színpadi munka megkezdése még mindig nem volt könnyű.
Bernstein azt mondta:
"Mindenki azt mondta nekünk, hogy a West Side Story lehetetlen projekt ... És azt mondták, hogy senki nem lesz képes bővített negyedek éneklésére... És akkor volt az igazán kemény problémánk a szereposztással, mert a karaktereknek nemcsak énekelniük kellett, hanem táncolniuk és cselekedniük kellett, és tinédzsereknek kellett lenniük. Végső soron a beválogatottak  tizenévesek voltak, némelyikük valójában 21 volt, némelyikük 30, de mindannyian 16 évesek voltak. Néhányan csodálatos énekesek voltak, de nem tudtak kiemelkedően táncolni, vagy fordítva ... és ha mindkettőt meg tudták csinálni, nem tudtak játszani."
Nehézségek adódtak Oliver Smith tervezéseivel. A festett háttérdíszletek lenyűgözőek voltak, de a kellékek többnyire elhasználtak vagy túl stilizáltak/egyszerűsítettek voltak. Prince nem volt hajlandó pénzt költeni újításokra, ezért Smith kénytelen volt a rendelkezésre álló díszletekből, eszközökből a legtöbbet kihozni a legkevesebb pénzből. Washington D.C.-ben a pre-Broadway bemutató egyaránt kivívta a kritikusok elismerését és anyagi profitot is hozott, bár egyik értékelés sem említette Sondheimt, aki ugyan társírónak volt megjelölve, azonban nevét elhomályosította az ismert Bernstein.  Bár Bernstein nagylelkűen eltávolította nevét a dalszövegek társszerzőjeként, Sondheim bizonytalan volt abban, hogy egymaga kapja az elismerést, melyet Bernstein túlságosan „virágosnak” ítélt.
Robbins kérelmezte és megkapta a ["Conceived by" credit- gondolom valamilyen teljeskörű jog a filmhez], melyet arra használt fel, hogy jelentős döntéseket hoz a show-val kapcsolatban, másokkal való konzultáció nélkül. Reakcióként a Broadway megnyitó estjén egyik munkatársa sem beszélt vele.
Azt híresztelték, hogy míg Bernstein a Candide musicallel foglalkozott, Sondheim írta a West Side Story zenéit, Berstein társzeneszerzőként való megjelölése titokzatos módon eltűnt, valószínűleg valamely megegyezés alapján. Suskin azonban ahogyan a Show Tunes-ban írja: „Ahogy az írás haladt, és Bernstein lírai hozzájárulásának mértéke egyre kevésbé nőtt, a zeneszerző beleegyezett abba, hogy visszavonja érdemét. A híreszteléssel ellentétben Sondheim nem írt zenét a show-hoz; egyetlen hozzájárulása a "Something’s coming" volt, melyben a zenekar fő törzsét fejlesztette ki a zenéből, amit Bernstein írt a versre.

## Cselekmény

### Első felvonás
Két rivális tinédzser banda, a Jets [Rakéták] (fehér amerikaiak) és a Sharkok [Cápák] (Puerto Ricó-i amerikaiak), a New York City felső nyugati oldalán küzdenek az irányításáért. A rendőrség Krupke és Schrank tiszt figyelmeztetik őket, hogy hagyják abba a harcot. A rendőrség  elüldözi a Cápákat, majd a Jets azt tervezi, hogyan tudják biztosítani uralmukat az utca felett.  A Jets vezetője, Riff azt javasolja, hogy vívjanak meg a Cápákkal.
Azt tervezi, hogy kihívja Bernardot, a Sharkok vezetőjét az éjszakai táncra. Riff meg akarja győzni barátját és a Jets egykori tagját, Tony-t, hogy jöjjön el a táncra. Néhány Jet bizonytalan Tony hűségében, de Riff meg van győződve arról, hogy Tony még mindig közéjük tartozik ("Jet Song"). Riff találkozik Tony-val, miközben  Doc drogériájában dolgozik, hogy meggyőzze őt. Tony kezdetben elutasítja, de Riff megnyeri magának. Tony meg van győződve arról, hogy valami fontos történés közeledik ("Something's Coming"). Maria egy esküvői boltban dolgozik Anitával, a bátyja, Bernardo barátnőjével. Mária most érkezett Puerto Ricóból Chinóval, Bernardo  egyik barátjával. Maria bevallja Anitának, hogy nem szereti Chinót. Anita ruhát ad a Marianak az éjszakai táncra. A bevezető után, a tizenévesek elkezdenek táncolni ("Dance at the Gym"), amelynek során Tony és Maria (akik nem vesznek részt a tánc kihívásban) megpillantják egymást a tánc közepette látják és egymás felé közelednek.  Együtt táncolnak , elfelejtve a szobában lévő feszültséget és beleszeretnek egymásba, de Bernardo elhúzza  húgát Tonytól, és haza küldi. Riff és Bernardo egyetértenek abban, hogy a küzdelemre egy semleges területen kerüljön sor, a Doc drogériájánál találkozzanak. Az elkeseredett, de egyben boldog Tony megtalálja Maria lakóépületét, és szerenádot ad neki ("Maria"). A Tonight című dalban kifejezik egymás iránti érzéseiket. Közben Anita, Rosalia és a másik Shark lányok megvitatják a különbségeket Puerto Rico és az Amerikai Egyesült Államok területe között, Anita Amerikát oltalmazza, Rosalia pedig Puerto Ricóért áhítozik ("Amerika"). A Jets nyugtalanná válik, miközben várja a Sharkokat  Doc drogériájában. Riff segít nekik kiadni/levezetni az agresssziójukat ("Cool"). A cápák megérkeznek, hogy megvitassák a használható fegyvereket a küzdelemben. Tony "tisztességes harcot" javasol (csak ököllel), amivel a vezetők egyetértenek a többi tag tiltakozása ellenére. Bernardo úgy véli, hogy harcolni fog Tony-val, de el kell fogadnia  Diesel-t, Riff alvezérét. Ezt követi Schrank hadnagy monológja, aki próbája megtudni a bandaharc helyszínét. Tony mesél Docnak Mariaról, aki aggódik miattuk, azonban Tony meg van győződve arról, hogy semmi nem baj lehet; hisz szerelmes. Másnap Maria nagyon boldog hangulatban van, hiszen várja, hogy újra lássa Tony-t. Azonban megtudja Anitától, a közelgő küzdelem hírét, és ledöbben. Amikor Tony megérkezik, Maria arra kéri őt, hogy állítsa le a harcot, amibe ő beleegyezett. Mielőtt Tony elmegy, az esküvőjükről álmodoznak ("One Hand, One Heart"). Tony, Maria, Anita, Bernardo és a cápák, valamint Riff és a Jets,  mindannyian előre látják az aznapi eseményeket ("Tonight Quintet"). A bandák az autópálya alatt találkoznak, és amikor Bernardo és Diesel közötti küzdelem megkezdődik, Tony megérkezik és megpróbálja megállítani.
Bár Bernardo kicsúfolja és provokálja Tony-t, nevetségessé téve ezzel békítési próbálkozását, Tony megtartja a lelkesedését. Amikor Bernardo eltolja Tony-t, Riff Tony védelme érdekében megüti Bernardot. Megkezdődik a küzdelem. Tony megpróbál beavatkozni, és Bernardo akaratlanul halálos szúrást ejt Riff-en. Tony dühében megölte Bernardot, ami további harcot provokált. Ekkor meghallják a közeledő rendőrsziréna hangját és mindenki szétszóródik, kivéve Tony-t, aki tettével tudatosulva sokkos állapotban áll egy helyben.
Anybodys [erősen fiús karakterrel bíró lány szereplő], aki makacsul Jet tag kíván lenni, mondja Tonynak, hogy a késsel együtt meneküljön el a helyszínről. Csak Riff és Bernardo testei maradnak a helyszínen.

### Második felvonás
Boldogan, mit sem sejtve az éjszakáról, Maria barátaival: Rosaliaval, Consuelóval, Teresitával és Franciscával álmodozik, ahogyan meglátják Tony-t ("I Feel Pretty"). Később, ahogy Maria boldogan táncol a tetőn, mert látta Tony-t, és úgy hiszi, hogy megállította a küzdelmet, Chino hozza a híreket, hogy Tony megölte Bernardót. Maria elmenekül a szobájába, imádkozva, hogy Chino csak hazudik. Tony megérkezik, hogy lássa Maria-t,aki  először dühösen veri Tony mellkasát, de még mindig szereti őt. Azt tervezik, hogy együtt menekülnek el. Ahogy Mária hálószobájának falai eltűnnek, az álomszerű béke világában találják magukat ("Somewhere").
Két Jets tag, az A-Rab és a Baby John Krupke tisztviselőnél ülnek, de sikerül elmenekülniük. A többi bandataggal találkoznak. Hogy felvidítsák magukat kigúnyolják Krupke tisztet és a többi felnőttet, akik nem értik őket ("Gee, Officer Krupke").
Anybodys megérkezik, és elmondja a Jeteknek, hogy kémkedett a Puerto Ricó-iaknál és rájött, hogy Chino Tonyt keresi a fegyverrel. A bandatagok szétválnak,hogy megtalálják Tony. A cselekvés átvette a felelősséget; elfogadja a Anybodys-t a Jets-be, és magában foglalja a keresést. Átvette az irányítást a cselekvés. Anybodyst Jets taggá fogadják és beveszik a keresésbe.
A gyászoló Anita megérkezik Maria lakásába. Ahogy Tony elmegy, mondja Marianak, hogy találkozzon vele Doc-nál, hogy elmenekülhessenek az országból. Látva próbálkozásának hiábavalóságát, Anita kifakad („A boy like that”). Maria megmondja Anitának, hogy mennyire erős a szeretete („I have  a love”), és Anita rájön, hogy Maria annyira szereti Tony-t, ahogyan ő szerette Bernardót. Elismeri, hogy Chino-nak van fegyvere, és Tony-t keresi.
Schrank hadnagy érkezi, hogy kérdéseket tegyen fel Marianak bátyja haláláról.  Anita beleegyezik abba, hogy elmegy Dochoz megmondani Tonynak, hogy várjon. Sajnos, a Jetek már megtalálták Tonyt és Docnál gyülekeztek. Anitát etnikai alapon meggyalázzák, és azt játsszák, mintha megerőszakolnák. Doc megérkezik meg megállítja őket. Anita dühöng és mérgében rosszindulatúságból rossz üzenetet ad át; azt mondja a Jeteknek, hogy Chino lelőtte Mariat, aki meghalt.
Doc elmondja a hírt Tonynak, aki arról álmodozik, hogy vidékre utazik Mariával és gyermekeik lesznek. Úgy érzi, hogy nincs többé miért élnie, ezért elmegy megkeresni Chino, hogy őt is ölje meg, ha a szerelmét megölte. Amikor Tony meglátja, hogy Maria él, megérkezik Chino és lelövi Tonyt. A Jetek, a Cápák és a felnőttek a szerelmesek köré gyűlnek. Maria Tonyt karjaiban tartja és csendesen a Somewhere egy részletét énekli, miközben Tony karjai közt hunyja le szemét.
Egy másik barát halála miatti dühből, a Jetek a Cápák felé indulnak, de Maria elveszi Chino pisztolyát, és elmondja mindenkinek, hogy mindegyikük felelős Tony haláláért, mert gyűlölik egymást és most már Maria is ölhet, mert az ő szívében is gyűlölet született. "All of [them]" killed Tony and the others because of their hate for each other, and, "Now I can kill too, because now I have hate!"
Azonban képtelen arra, hogy öljön, eldobja a fegyvert és bánatában sírva fakad. Mindkét banda tagjai Tony teste körül csoportosulnak, mutatva, hogy a viszály véget ért. A Jetek és a Cápák együtt emelik fel Tony testét. A búcsúmenetben Maria megy leghátul.

## Produkciók

Az eredeti Broadway produkcióból

### Eredeti Broadway produkció
Az 1957-es washingtoni és philadelphiai kísérleti előadások után, 1957. szeptember 26-án, a Winter Garden Theater-ben mutatták be a Broadway-en, ahol pozitív visszajelzéseket kapott. A produkciót Jerome Robbins rendezte és koreografálta, Sid Ramin és Irwin Kostal hangszerelte, producerek Robert E. Griffith és Haarold Prince, a világításért felelős személy pedig Jean Rosenthal volt.
A főszerepeket Larry Kert, mint Tony, Carol Lawrence, mint Maria, Chita Rivera, mint Anita és David Winters, mint Baby John alakították.
Az eredeti produkció egyéb jelentős szereplői:
- Riff: Michael Callan
- A-Rab: Tony Mordente
- Big Deal: Martin Charnin
- Gee-Tar: Tommy Abbott
- Chino: Jamie Sanchez
- Rosalia: Marilyn Cooper
- Consuela: Reri Grist
- Doc: Art Smith

A produkció 1959. június 27-én húzta le függönyét 732 előadással a háta mögött. Robbins Tony-díjat nyert, mint Legjobb koreográfus, Oliver Smith Tony-díjas lett a Legjobb díszlet kategóriájában. Carol Lawrencet Legjobb színésznő kategóriájában jelölték, Max Gobermant a Legjobb musical karmesternek, Irene Sharaffot pedig a Legjobb jelmeztervezésért jelölték. Carol Lawrence pedig 1958-ban elnyerte a Theatre World –díjat.
A produkció nemzetközi turnéját 1959. július 1-jén indították útjára. Denverben, majd Los Angelesben, San Franciscóban, Chicagóban, Detroitban, Cincinnatiben, Clevelandben, Baltimore-ban, Philadelphiában és Bostonban játszották. 1960 áprilisában visszatért a New York-i Winter Garden Színházba, további 249 előadás erejéig, melyet decemberben zártak le.

### Brit produkciók
Az 1958-as Manchester-i Operából az előadást Londonba vitték, ahol a West End fő színházában, a Majesty’s Theaterben nyitották meg 1958. december 12-én és 1961 júniusáig futott, összesen 1039 előadást megtartva. Robbins rendezte és koreografálta, Peter Gennaro társkoreográfusként, Oliver Smith pedig díszlettervezőként vett részt a produkcióban. George Chakiris a londoni produkcióban Riff szerepét, a Jetek vezetőjét alakította, az 1961-es filmváltozatban nyújtott Bernardo szerepéért pedig megnyerte az Oscar -, és a Golden Globe Legjobb férfi mellékszereplő kategóriáinak díjait. Marlys Watters, mint Maria, Don McKay, mint Tony jelentek meg, Chita Rivera pedig változatlanul Anita szerepét alakította. David Holliday, aki a londoni megnyitó óta Glad Handot alakította, Tony szerepét vette át.
Az 1984-es előadás sorozat a Leicester Haymarket Színházban indult és 1984 május 16-án érkezett a londoni Majesty's színházba, majd 1985. szeptember 28-án zárult.  Az 1980-as Broadway-i produkciókat Tom Abbott újította fel. A főszerepeket Steven Pacey, mint Tony és Jan Hartley, mint Maria játszotta. Maxine Gordon Anybodys szerepében mutatkozott be.
A brit nemzetközi turné 1997-ben kezdődött, David Habbin alakította Tony szerepét, Katie Knight Adams Maria és Anna-Jane Casey Anita szerepében tűnt fel. Az előadás 1998 októberében a londoni West End megnyitójának keretei között a Prince Edward Színház színpadára került, majd a Wales-i Prince Színházban 2000 januárjáig játszották.

### 1980-as Broadway Revival
A Broadway-i produkció átdolgozása 1980. február 14-én debütált a Minskoff Színházban, és 1980. november 30-án zárta kapuit, 333 előadás után. Robbins rendezte és koreografálta, a könyv jeleneteket Gerald Freedman rendezte. A producer Gladys Nederlander volt, a koreográfiás reprodukciót pedig Tom Abbott és Lee Becker Theodore készítette. Az eredeti színpadi képet jelenítették meg és a jelmezek is változatlanok maradtak. Ken Marshall Tony, Josie de Guzman Maria és Debbie Allen Anita karakterét alakította. Mind Guzman-t, mind Allen-t Tony-díjra jelölték a Legjobb musical színésznő kategóriájában, a produkciót pedig a Legjobb reprodukció kategóriájában jelölték díjra. Allen megnyerte a Drama Desk-díjat, kiemelkedő musical színésznői alakítása miatt. A reprodukció egyéb jelentős szereplői közé tartoztak Brent Barrett, mint Diesel, Harolyn Blackwell, mint Francisca, Stephen Bogardus, mint Mouth Piece és Reed Jones, mint Big Deal. Ezt követően a Minskoff-i produkció 1981 júliusában megnyitotta az olaszországi Genova Nervi Fesztivált, ahol Josie de Guzman játszotta Maria szerepét és Brent Barrett alakította Tony karakterét.

### 2009-es Brodway revival
2007-ben Arthur Laurents kijelentette: „Megtaláltam a módját annak, hogyan alakíthatnánk West Side Story-t kortárs anélkül, hogy egy szót is megváltoztatnánk benne.” Egy pre-Brodway előadást rendezett a Washingtoni Nemzeti Színházban, amely 2008. szeptember 15-től 2009. január 17-ig volt látható. Az átdolgozás 2009. február 23-án tartotta előbemutatóját a Palace Színházban és 2009. március 19-én nyitotta meg kapuit. A produkció spanyol szövegeket és párbeszédet hozott az angol nyelvű librettóba. A fordításokat a Tony-díjas Lin-Manuel Miranda érdemei voltak. Laurents kijelentette: "Az 1957-es musical színházi és kulturális egyezmények lehetetlenné tették a karakterek hitelességét. Mindkét banda minden tagja mindig is potenciális gyilkos volt. Most már valóban azok. Csak Tony és Maria próbálnak egy másik világban élni.
2009 augusztusában a "A Boy Like That" ("Un Hombre Asi") és az "I Feel Pretty" ("Me Siento Hermosa") dalszövegei, amelyeket spanyolul énekeltek az átdolgozásban, visszaálltak az eredeti angolra. Azonban a Sharkok dalszövegei a Tonight-ban (Quintet) maradtak spanyol nyelven.
A főszerepekben Matt Cavenaugh - Tony, Josefina Scaglione - Maria és Karen Olivo – Anita látható. Olivo megnyerte a Legjobb színésznőért járó Tony-díjat, míg Scaglione-t  Vezető színésznő díjra jelölték. A zenei anyag megnyerte a Legjobb zenei show-albumért járó Grammi-díjat. 2010 júliusában a producerek lecsökkentették a zenekari tagok számát, öt zenész helyett egy színpadi szintetizátort alkalmaztak. Az előadás sorozat 2011. január 2-án 748 előadást követően ért véget.  A reprodukció közel két év alatt 1,074,462 jegyet adott el a Broadwayen.

### Tervezett 2019-es Brodway revival
A West Side Story Broadway újjáéledését a tervek szerint 2019. december 10-én kezdik meg, és hivatalosan 2020. február 6-án nyitják meg. Ivo van Hove rendezi, producer Scott Rudin és Anne Teresa De Keersmaeker koreografálja.

### Magyar bemutató
A darab első magyarországi bemutatójára 1965. augusztus 13-án került sor a Szegedi Szabadtéri Játékokon, ez volt az első musical előadás a Szabadtéri történetében. A produkciót egy nemzetközi társulat adta elő angol nyelven.
A darab első magyar nyelvű bemutatója a Fővárosi Operettszínházban volt 1969. szeptember 27-én. Az előadást Vámos László rendezte, a szöveg prózai részét Jékely Zoltán, a dalokat pedig Reményi Gyenes István fordította. A főszerepben Farkas Bálint (Tony), Lipcsei Edit (Maria), Galambos Erzsi (Anita), Németh Sándor és Holl István (Riff) volt látható.

#### 2021 - Szegedi Szabadtéri Játékok
2021-ben visszatért a musical a Szegedi Szabadtéri Játékok színpadára. Az előadást a Zikkurat Produkció közreműködésével Alföldi Róbert rendezte, Vári Bertalan koreográfiáival, Tihanyi Ildikó jelmezeivel és Kálmán Eszter díszletével.
| Szerep    | Színész                                |
| --------- | -------------------------------------- |
| Maria     | Ágoston Katalin                        |
| Tony      | Kocsis Dénes / Koltai-Nagy Balázs      |
| Anita     | Nádasi Veronika                        |
| Riff      | Brasch Bence                           |
| Bernardo  | Medveczky Balázs                       |
| Doc       | Bezerédi Zoltán                        |
| Schrank   | Stohl András                           |
| Krupke    | Borovics Tamás                         |
| Glad Hand | Kárász Zénó                            |
| Action    | Mikola Gergő                           |
| Baby John | Gábor Márkó                            |
| A-rab     | Szerémy Dániel                         |
| Snowboy   | Koltai-Nagy Balázs / Bezerédi Bendegúz |
| Big Deal  | Csiby Gergely                          |
| Diesel    | Krausz Gergely                         |
| Akárkié   | Hartai Petra                           |
| Chino     | Kovács Máté                            |
| Pepe      | Barna Zsombor                          |
| Consuela  | Auksz Éva                              |
| Rosalia   | Bori Réka                              |
| Fransisca | Nagy Barbara                           |
| Velma     | Simó Anna                              |
| Graciela  | Sziládi Hajna                          |
| Kislány   | Tóth Rebeka                            |

### További előadások
A New York City Centre Light Opera 1964. április 8. és 1964. május 3. között 31 előadás keretében mutatta be a produkciót. A szereposztásban  Don McKay (Tony), Julia Migenes (Maria) és Luba Lisa (Anita) volt látható. Gerald Freedman állította színpadra és Tom Abbott  rekoreografálta. A Lincoln Center New York State színházában Richard Rodgers munkájával, 89 előadás került színpadra 1968 júniusa és szeptembere között. Újra rendezte és koreografálta Lee Theodore, a színpadi képet változatlanul Oliver Smith alkotta meg Tony szerepében Kurt Peterson, Maria szerepében Victoria Mallory volt látható. Az 1987-es amerikai turné során Tony szerepét Jack Wagner, Anita szerepét Valarie Pettiford játszotta és a produkciót Alan Johnson rendezte. A 2002-es nemzetközi turné során szintén Alan Johnson rendezett. A 2009-es Brodway átdolgozás nemzetközi előadásai 2010 októberében kezdődtek a Detroit-i Fisher Theaterben. Tony szerepét Kyle Harris, Maria szerepét Ali Ewoldt alakította. A West Side Story adta alapját a New York Cityben játszódó Deaf Side Storynak.

### Nemzetközi produkciók
Ausztráliában először 1960. októberében került megrendezésre a Melbourne-i Princess Theaterben. További ausztrál nemzetközi előadásokat 1983-, 1994-, és 2010-ben állítottak színpadra. 1961-ben elvitték Izraelbe, Afrikába és a Közel-Keletre. 1962 februárjában a Harry Tennent-féle West End produkció öt hónapos skandináv előadás sorozatra indult. Robert Jeffrey átvette David Holliday-től Tony szerepét és Jill Martin játszotta Mariat. 1977-ben Ruben Boido rendezésében a mexikói Hidalgo színházban került előadásra Amor Sin Barreras címen. Gualberto Castro játszotta Tony-t, Maria Medina pedig Maria szerepét kapta. 1982 és 1984 között Dél-Amerikában, Izraelben és Európában adták elő. 2000-ben a hongkongi kulturális központ szabadtéri terében került megrendezésre kantoni dalszövegekkel. Tony szerepét a Hong Kong-i rocksztár, Paul Wong alakította.
A kanadában zajló Stratford Shakespeare Fesztivál 1999-ben mutatja be a West Side Story-t, Tyley Rossot - Tony-t és Ma-Anne Dionisio-t – Maria szereplésével, majd 2009-ben is előadásra kerül. Az osztrák Bregenz Fesztivál német fordításban mutatta be a West Side Story-t. A francia nyelvű adaptáció, amelyet Philippe Gobeille fordított le, 2008 márciusában nyílt meg Montrealban. A Fülöp-szigeteken a Meralco Színházban 2008-ban játszották.
A 2005-2010 között zajló nemzetközi turnét Joey McKneely rendezte és koreografálta. Elvitték Tokióba, Párizsba, Ausztriába, Svájcba, Németországba, Szingapúrba, Sáo Paulóba, Franciaországba, Tajvanra, Kínába, Olaszországba, Rotterdamba és Madridba. 2011-ben pedig Peru fővárosában, Limában rendezték meg.
2021-ben Magyarországon, a Szegedi Szabadtéri Játékokon is bemutatják.

## Kritikák
A tánc, a zene és a színházi stílus innovációi kiváltották a kritikusok lelkesedését.
Walter Kerr így nyilatkozott a New York Herald Tribune-ban 1957 szeptemberében:
„The radioactive fallout from West Side Story must still be descending on Broadway this morning. Director, choreographer, and idea-man Jerome Robbins has put together, and then blasted apart, the most savage, restless, electrifying dance patterns we've been exposed to in a dozen seasons .... the show rides with a catastrophic roar over the spider-web fire-escapes, the shadowed trestles, and the plain dirt battlegrounds of a big city feud ... there is fresh excitement in the next debacle, and the next. When a gang leader advises his cohorts to play it "Cool", the intolerable tension between an effort at control and the instinctive drives of these potential killers is stingingly graphic. When the knives come out, and bodies begin to fly wildly through space under buttermilk clouds, the sheer visual excitement is breathtaking .... Mr. Bernstein has permitted himself a few moments of graceful, lingering melody: in a yearning "Maria", in the hushed falling line of "Tonight", in the wistful declaration of "I Have a Love". But for the most part he has served the needs of the onstage threshing machine ... When hero Larry Kert is stomping out the visionary insistence of "Something's Coming" both music and tumultuous story are given their due. Otherwise it's the danced narrative that takes urgent precedence ...”
A többi vélemény általában New York a musical színházra való hatását emeli ki. John Chapman a New York Daily News-ban 1957 szeptemberében azt mondta: "A West Side Story egy csodálatos és szuper-modern musical dráma".
„Az amerikai színház előrehaladó lépést tett, amikor a Griffith & Prince a Winter Gardenben bemutatta a West Side Story-t. Ez egy merész újfajta zenei színház. Számomra rendkívül izgalmas .... a történet előadásának eszközei a zene, a tánc és a cselszövések provokatív és ügyes keveréke.... .”
A Time magazin a táncot és a bandaharcot sokkal vonzóbbnak találta, mint a szerelmi történet, és megjegyezte, hogy a koreográfia mérföldkőnek bizonyulhat a zenei-dráma történelemben.
Az egyik író megjegyezte:
A történet megjeleníti a társadalom hatalom felé való ellenszegülését, csakúgy mint, az 1950-es évek filmjei, példának okán a Rebel Without Cause.
Robbins energikus koreográfiája és Bernstein munkája kiemelték Sondheim és Laurents dalszövegeit. A darabot azonban bírálták a bandák dicsőítése miatt, valamint a Puerto Ricóiak jellemábrázolása és a hiteles latin szereplők hiányát említették az előadás gyengeségei között.  Ugyanakkor szintén az előbb idézett író jegyezte meg, hogy az „America” dal megmutatja az akadályok feletti győzedelem érzését, melyekkel a bevándorlóknak gyakran szembesülniük kell. A zenék szintén hangsúlyozzák a fiatalok problémáit, a szegénység és a rasszizmus pusztító hatásait, melyek kimondják: a fiatalkori bűnözés társadalom betegségnek tekinthető. Az író arra a következtetésre jutott, hogy" Az 1960-as évek csúcsán az amerikai társadalom még mindig a második világháború hatása alatt áll és még keresi a kontrollt, valamint az egyensúlyt. "